# 模型戰士GUNDAM模型製作家 起始G
《模型戰士鋼彈模型製作家 起始G》（日语：模型戦士ガンプラビルダーズ ビギニングG）為2010年GUNDAM模型30周年記念的日本動畫作品，共3集。雖然作品的片長很短，但開展了繼SD鋼彈系列後另一高達的低年齡向路線的《高達創戰者》的原型。

## 概要
與以往的「GUNDAM系列」動畫不同，是以將GUNDAM系列作品中的兵器立體化的塑膠模型產品，通稱「GUNPLA」的系列為主題的作品。
另外，於作品中所登場的原創GUNDAM模型或改造GUNDAM模型將會以HG系列的規格販售。

## 故事簡介
2009年的夏天，前往東京御台場「潮風公園」觀賞實物大GUNDAM立像的小晴，與一款神秘的GUNDAM模型套件「起始鋼彈」經歷了命運性的邂逅。近來，社會上流行著使用「GUNDAM模型掃描機」掃描自己製作的GUNDAM模型，並藉由自己操作來與同好相互對戰的「GUNDAM模型大戰」。小晴就在好友健太的邀請之下，以自己組裝完成的起始鋼彈參加了GUNDAM模型大戰。就這樣，小晴走上了鋼彈模型製作家之路，並朝著究極的稱號「高達模型王」邁進。

## 製作人員
- 監督：松尾衡
- 腳本：黑田洋介
- 人物設定：寺田嘉一郎
- 機械設定：大河原邦男、重田敦司、海老川兼武、阿久津潤一
- 編集：野尻由紀子
- 音響監督：藤野貞義
- 音響效果：西野睦弘
- 動畫製作：日昇動畫
- 製作：日昇動畫

## 主題歌
『my Proud,my Play！』
主唱：KAmiYU（神谷浩史、入野自由）
作詞：畑亞貴、作曲：黑須克彥、編曲：增田武史

## 登場人物
伊禮晴（配音：代永翼）
本作的主角。以與起始鋼彈的邂逅為契機，成為了製作模型的「鋼彈模型製作家」。之後遇見了強大的對手並逐漸成長。
使用模型：初始高達，初始30高達
野山奈（配音：伊瀬茉莉也）
晴的朋友，是位個性活潑的女孩。同樣也對GUNDAM模型有興趣。
使用模型：熊霸
坂崎健太（配音：岡本信彦）
晴的朋友，是個喜歡GUNDAM模型的少年。會對晴提供製作GUNDAM模型的建議。經常光顧可以進行GUNDAM模型大戰的模型店。
使用模型：白式，沙煞比[白色塗裝]
松本康司（配音：神谷浩史）
是位偶像的鋼彈模型製作家。小晴的對手。
使用模型：超級特裝渣古F2000
鮑里斯·舒亞（配音：浪川大輔）
神秘的鋼彈模型製作家。
使用模型：永恆高達
店長（配音：高橋廣樹）
晴們經常光顧的模型店的店長。

## 登場GUNDAM模型
GPB-X80 起始鋼彈
主角在台場第一次看到高達，就深深愛上了模型。而且更加在銷場買入了一部神袐的高達，自此之後就踩上了模型戰士之路。
GPB-06F 超特裝型薩克F2000
GPB-04B 熊亞凱
GPB-X78 永遠鋼彈
RX-93-ν2 Hi-νGUNDAM GPB配色
MS-05L 薩克I·狙擊型
AMX-107 龍飛
MS-09 德姆
NRX-044 亞席瑪
MSN-00100 百式 GPB配色｢白式｣
MSN-04 沙薩比 GPB配色

## 相關商品
GUNDAM模型
- HG GPB-X80 起始鋼彈

2010年9月發售預定。
- HG RX-93-ν2 Hi-νGUNDAM GPB配色

2010年10月發售預定。
- HG GPB-06F 超特裝型薩克F2000

2010年11月發售預定。
- HG GPB-04B 熊亞凱

2010年12月發售預定。
BD／DVD
- OVA 模型戰士鋼彈模型製作家 起始G

於2010年12月22日發售。

## 各話標題
| 話數  | 日文標題 | 中譯標題            |
| ----- | -------- | ------------------- |
| 第1部 |          | PART A 「起始鋼彈」 |
| 第2部 |          | PART B 「永遠鋼彈」 |
| 第3部 |          | PART C 「起始30」   |

## 關聯項目
- GUNPLA
- 後續作品《GUNDAM創戰者》

## 外部連結
- （日語）GUNDAM模型30周年公式網站 （页面存档备份，存于）
- （简体中文） 模型战士敢达模型大师 BEGINNING G 爱奇艺独播专区
- （简体中文） 模型战士GUNPLA BUILDERS BEGINNING G 优酷独播专区 （页面存档备份，存于）